# James Hewitt (militaire)
Pour les articles homonymes, voir James Hewitt.
James Hewitt, né le 30 avril 1958 à Derry, en Irlande du Nord, est un ancien officier de cavalerie de l'armée britannique, connu pour sa liaison adultérine avec la princesse de Galles.

## Biographie
James Hewitt est né à Derry en Irlande. Il a fait ses études à Millfield, une école privée avant de suivre une carrière militaire. Il commence ce parcours, en intégrant l'Académie royale militaire de Sandhurst. En avril 1978, il est nommé sous-lieutenant dans la garde royale, avant d’être promu capitaine, en 1984.
En 1994, James Hewitt prend sa retraite, après 17 ans de service dans l'armée britannique. Il ouvre par la suite un practice de golf.
En 1999, il publie des mémoires, intitulés Love and War, portant sur sa relation avec la défunte princesse.
Il participe en 2006 comme candidat à l'émission The X Factor: Battle of the Stars.

### Vie privée
James Hewitt a fait la connaissance de la princesse Diana lors d'une soirée privée dans un quartier de Londres, Mayfair, en 1986. Pour aider la princesse de Galles à surmonter sa peur des chevaux, l'ex-militaire propose des cours d'équitation. Leur relation commence en 1986 et dure cinq ans.
Des mois après sa retraite, l'ancien militaire révèle les détails de son aventure avec la princesse Diana, dans le fameux livre d'Anna Pasternak, Princess in Love. Ces révélations poussent la princesse Diana à confirmer sa relation avec James Hewitt, en 1995, dans une interview télévisée avec le journaliste Martin Bashir.
Des suggestions persistantes ont été faites dans les médias selon lesquelles Hewitt, et non Charles, serait le père biologique du deuxième fils de Diana, le prince Harry, duc de Sussex (né en 1984). Hewitt a démenti cela.
James Hewitt habite en 2017 chez sa mère. En mai 2017, il s'est rétabli d'une crise cardiaque après une opération et huit semaines de traitement au Royal Devon and Exeter Hospital.